# Curtiss SB2C Helldiver
Curtiss SB2C Helldiver – bombowiec nurkujący produkowany dla US Navy w czasie II wojny światowej, działający głównie z pokładów lotniskowców.

## Historia
Pierwsze loty prototypu odbyły się 18 grudnia 1940, ale po pierwszych testach okazało się, że należy wprowadzić do oryginalnego projektu wiele zmian i poprawek. Samolot wszedł do służby dopiero w 1943. Jego pierwszą akcją bojową był atak na Rabaul 11 grudnia tego roku.
Jako następca SBD Dauntless był początkowo bardzo nielubiany przez swoje załogi, gdyż był większy, cięższy i miał krótszy zasięg niż jego poprzednik, był również mniej niezawodny od SBD. Po pierwszych, bardzo pozytywnych doświadczeniach bojowych, załogi szybko zmieniły zdanie i w czasie wojny na Pacyfiku samoloty SB2C zatopiły więcej japońskich statków i okrętów niż jakikolwiek inny typ samolotu. Mimo rozmiarów, prędkość maksymalna SB2C była porównywalna do prędkości myśliwców i tylko Vought F4U Corsair miał nad nim znaczną przewagę.
Załogi nazwały go „Big-Tailed Beast” lub krócej „Beast” (ang. – „bestia z wielkim ogonem”, „bestia”), znany był także jako „Son-of-a-Bitch 2nd Class”.
Brytyjska Royal Navy zamówiła 450 egzemplarzy tego samolotu, ale dostarczono tylko 26 sztuk, w służbie brytyjskiej znany był jako Curtiss Helldiver I. Po wojnie niepotrzebne samoloty zostały sprzedane do Francji, Włoch, Grecji, Portugalii i Tajlandii.

## Galeria

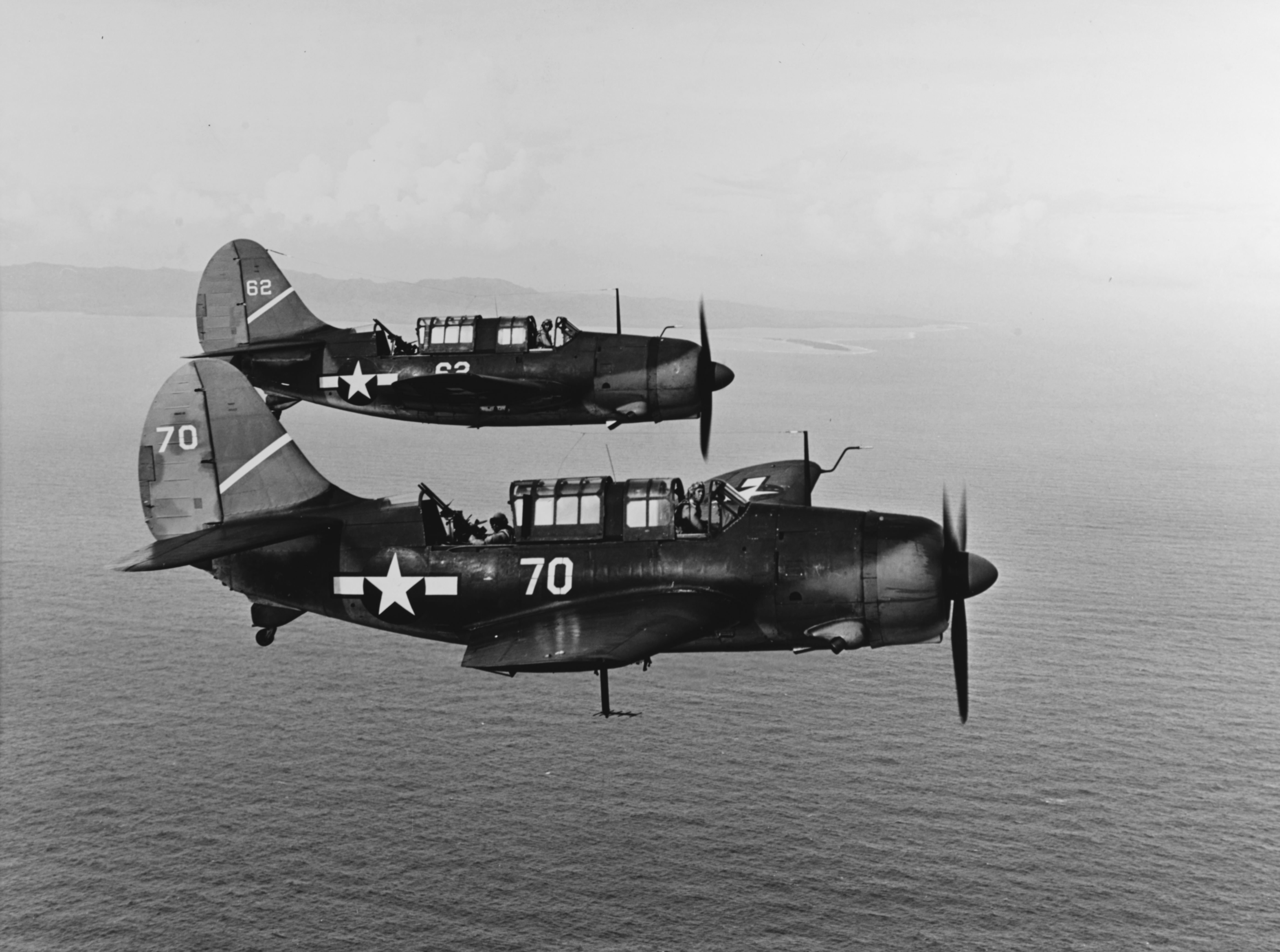
Dwa samoloty Curtiss SB2C w locie, 1943
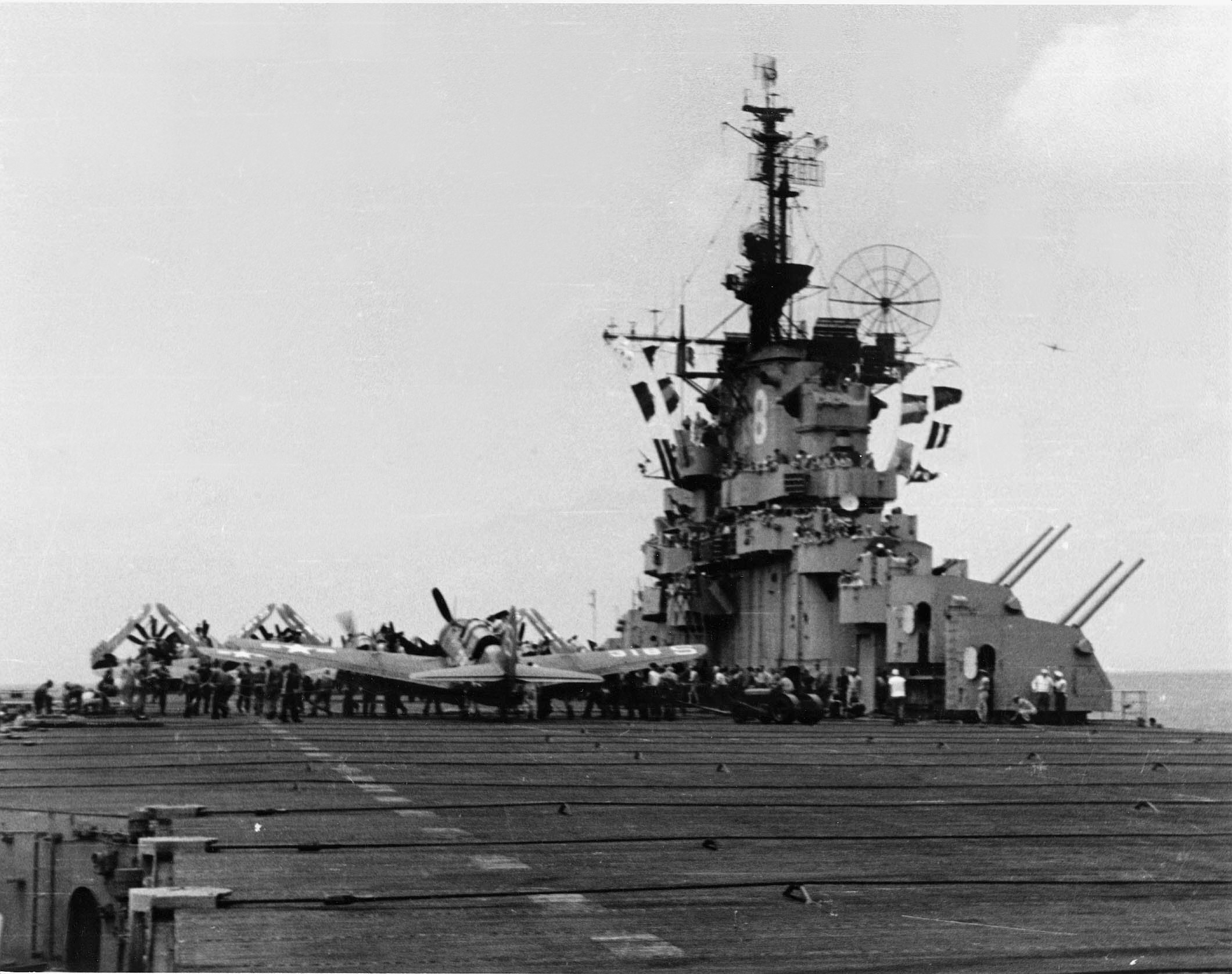
Curtissy SB2C na pokładzie lotniskowca USS Shangri-La w 1947 r.
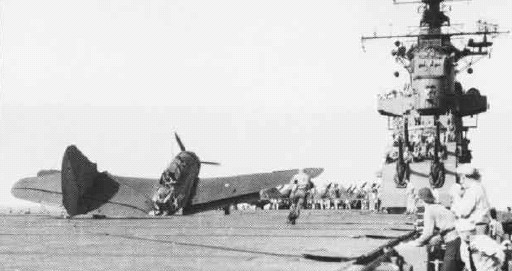
SB2C-1 Helldiver z roztrzaskanym ogonem po wylądowaniu na lotniskowcu USS Bunker Hill, 1943 r.
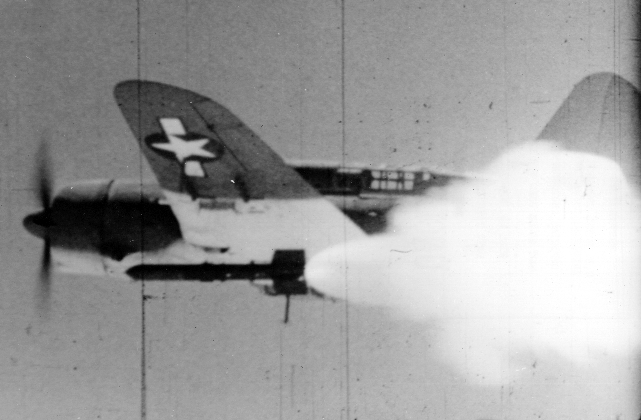
SB2C odpalający rakietę Tiny Tim
Silnik Wright Cyclone R-2600 eksponowany w MLP w Krakowie